# Nemzeti Ellenállási Mozgalom
A Nemzeti Ellenállási Mozgalom (NRM) egy politikai párt Ugandában, gyakran hívják csak a mozgalomnak.
A 2005-ös népszavazásig pártatlan alapú választások voltak, azaz a szavazólapon csak egyetlenegy párt neve szerepelt. Ez a párt többségben van a parlamentben, és felmérések szerint ez a helyzet továbbra is így marad. A párt először az 1980-as évek elején bukkant fel, mint Nemzeti Ellenállási Hadsereg. Ez volt a neve mindaddig, míg 1986 január 26.-án az elnök Yoweri Museveni magához nem ragadta a hatalmat.
Az elnök részt vett az Idi Amin hatalmát megdöntő Ugandai–tanzániai háborúban, melynek eredményeképpen választásokat tartottak, amin Milton Obote, korábbi elnök nyert. Ezen a választáson az NRM elődpártja a Patriotic Movement (Patrióta Mozgalom) is indult, ahol az elérhető 126 mandátumból csupán csak 1-et szereztek meg.
Az 1990-es évek közepén és végén a Museveni vezette kormányok pozitív visszajelzést kaptak a nyugati nagyhatalmaktól. Azt viszont nem helyeselték miután pár évvel később csatlakozott a második kongói háborúba és megszállta Kelet-Kongó egy részét. A gazdasági és társadalmi fejlesztések valamint az elnök korlátlan hatalmának eltörlése 2006-ban jobb megvilágításba hozta az országot a sajtóban.
Az Amerikai Külügyminisztérium által kiadott Az ugandai emberi jogok 2012. című jelentés szerint " a világ bankjainak mutatói tükrözik az ország korruptságát, valamint hogy az ország évente 790 milliárd shilinget költ korrupcióra". A korrupcióérzékelési skálán 2011-ben a 29-et érte el, ezzel megelőzve Kenyát és Tanzániát. (a mutatón a magasabb számok kisebb korrupciót jeleznek, míg a kisebb számok nagyobbat). Világlistán pedig a 176 ország közül a 130. helyet érte el. Sokan azt állítják, hogy a párt és az általa vezetett kormány igen korrupt.
Az olajtörvény, amit az NRM javasolt a parlamentnek (később az elfogadta), átláthatóságot hozott az olajszektorban. A kormány ennek ellenére nem kérte, hogy hazai és nemzetközi közgazdászok véleményezzék a törvényt. Ennek dacára Angelo Izama, egy ugandai nemzetiségi energiaügyi elemző az Amerikai Egyesült Államok-ban elhelyezkedő Open Society Foundation (Nyílt Társadalom Alapítvány) központjában nem tetszését fejezte ki a törvény iránt. A Global Wittness nevű társadalmi szervezet, által kiadott közlemény szerint: "Ugandának annyi olajtartaléka van, hogy az ország bevételét 6-10 évben megduplázhatja, melynek becsült értéke 2,4 milliárd dollár".
AZ NRM más vitás törvényeket és javasolt a parlamentnek, (amit ott a párt többsége miatt el is fogadtak) míg ő volt hatalmon. Erre jó példa, amikor 2006-ban a parlament elfogadta a nem kormányzati szervezetekről szóló törvénymódosítást. Ezzel az intézkedéssel elnyomták a civil szervezeteket; a tevékenységüket megszabták, támogatásukat megnyirbálták. Emellett a civil szervezetek szólásszabadsága folyamatosan sérül, mivel egy olyan törvény is életben van, amely ezen szervezeteknek a gyülekezési jogait korlátozza. Ha ezt a törvényt megsértik a rendőrség lőszereket vet be.